# Henry De Vere Stacpoole
Henry de Vere Stacpoole (9. dubna 1863 – 12. dubna 1951) byl irský spisovatel. Jeho nejznámějším dílem je román Modrá laguna z roku 1908, který se stal předlohou pro několik filmových zpracování. Henry de Vere Stacpoole publikoval díla pod svým vlastním jménem a příležitostně pod pseudonymem Tyler de Saix.

## Životopis
Henry De Vere Stacpoole se narodil v irském Kingstownu (nyní Dún Laoghaire) ve Spojeném království Velké Británie a Irska.
Po krátké kariéře lodního lékaře, která ho zavedla na četná exotická místa v jižním Tichém oceánu a poskytla mu dojmy a zkušenosti, z nichž později ve svém díle čerpal, se stal spisovatelem na plný úvazek. Úspěch Modré laguny mu zajistil pohodlné živobytí.
Zpočátku pobýval na venkově v anglickém Essexu, ve 20. letech se přestěhoval na ostrov Wight, kde zůstal až do své smrti. Pohřben zde byl roku 1951 v kostele sv. Bonifáce v Bonchurchi.

## Dílo
- The Intended: A Novel (román) (1894)
- Pierrot! A Story (román) (1895)
- Death, the Knight, and the Lady: A Ghost Story (román) (1897)
- The Doctor: A Study from Life (román) (1899)
- The Rapin (román) (1899). Znovu vydán pod titulem Toto: A Parisian Sketch (1910).
- The Bourgeois (1901)
- The Lady-Killer (1902)
- Fanny Lambert: A Novel (1906)
- The Golden Astrolabe, spolupráce s W. A. Brycem (1906).
- The Meddler: A Novel of Sorts, spolupráce s W. A. Brycem (1907).
- The Crimson Azaleas: A Novel (1908)
- The Blue Lagoon (román) (1908), v češtině vydán pod titulem Modrá Laguna
- The Cottage on the Fells (román) (1908). Znovu vydán pod titulem Murder on the Fell (1937)
- Patsy: A Story (román) (1908)
- The Reavers: A Tale of Wild Adventure on the Moors of Lorne, spolupráce s W. A. Brycem (1908)
- The Man Without a Head, pod pseudonymem Tyler De Saix (1908)
- The Vulture's Prey, pod pseudonymem Tyler De Saix (1908)
- Garryowen: The Romance of a Race-Horse (román) (1909)
- The Pools of Silence (román) (1909), v češtině vydán pod titulem Tiché tůně
- The Cruise of the King Fisher: A Tale of Deep-Sea Adventure (1910)
- The Drums of War (1910)
- Poems and Ballads (básnická sbírka) (1910)
- The Ship of Coral: A Tropical Romance (1911)
- The Order of Release (1912)
- The Street of the Flute-Player: A Romance (román) (1912)
- Molly Beamish (1913)
- Bird Cay (1913)
- The Children of the Sea: A Romance (1913)
- Father O'Flynn (1914)
- Feyshad (povídka pro děti), publikována v Poppyland (1914)
- The Little Prince (příběh pro děti), publikován v Poppyland (1914)
- Pierrette (sbírka příběhů pro děti) (1900), znovu vydána jako Poppyland (1914)
- The Story of Abdul and Hafiz (povídka pro děti), publikována v Poppyland (1914)
- The Poems of François Villon (překlady básní) (1914)
- Monsieur de Rochefort: A Romance of Old Paris (1914), v USA vydáno pod titulem The Presentation (1914)
- The New Optimism (1914)
- The Blue Horizon: Romance from the Tropics and the Sea (1915)
- The North Sea and Other Poems (1915)
- The Pearl Fishers (1915)
- The Red Day (fiktivní deník) (1915)
- The Reef of Stars: A Romance of the Tropics (1916), v USA vydáno pod titulem The Gold Trail (1916)
- Corporal Jacques of the Foreign Legion (1916)
- François Villon: His Life and Times, 1431-1463 (biografie) (1916)
- In Blue Waters (1917)
- Sea Plunder (1917)
- The Starlit Garden: A Romance of the South (1917), v USA vydáno pod titulem The Ghost Girl (1918)
- The Willow Tree: The Romance of a Japanese Garden (1918)
- The Man Who Lost Himself (román) (1918)
- The Beach of Dreams: A Story of the True World (1919)
- Under Blue Skies (1919)
- Sappho: A New Rendering (překlady básní) (1920)
- A Man of the Islands (1920)
- Uncle Simon, spolupráce s Margaret Stacpoole (1920), v USA vydáno pod titulem The Man Who Found Himself (1920)
- Satan: A Story of the Sea King's Country (1921), v češtině vydáno pod titulem Satan: Příběh z kraje mořských králů
- Satan: A Romance of the Bahamas (1921), zfilmováno pod titulem The Truth About Spring (1965)
- Men, Women, and Beasts (1922)
- Vanderdecken: The Story of a Man (1922)
- The Garden of God (1923) (pokračování Modré laguny)
- Golden Ballast (1924)
- Ocean Tramps (1924)
- The House of Crimson Shadows: A Romance (1925)
- The Gates of Morning (1925) (pokračování na The Garden of God)
- The City in the Sea (román) (1925)
- Stories East and West: Tales of Men and Women (1926)
- The Mystery of Uncle Bollard (1927)
- Goblin Market: A Romance (román) (1927)
- Tropic Love (1928)
- Roxanne (1928), published in the US as The Return of Spring (1928)
- Eileen of the Trees (1929)
- The Girl of the Golden Reef: A Romance of the Blue Lagoon (1929)
- The Tales of Mynheer Amayat (1930)
- The Chank Shell: A Tropical Romance of Love and Treasure (1930), published in the US as The Island of Lost Women (1930).
- Pacific Gold (1931), v češtině vydáno pod titulem Zlato Pacifiku
- Love on the Adriatic (1932)
- The Lost Caravan (1932)
- Mandarin Gardens (1933)
- The Naked Soul: The Story of a Modern Knight (1933)
- The Blue Lagoon Omnibus (1933)
- The Vengeance of Mynheer Van Lok and Other Stories (1934)
- The Longshore Girl: A Romance (román) (1935)
- Green Coral (a collection of stories) (1935)
- The Sunstone (1936)
- In a Bonchurch Garden: Poems and Translations (1937)
- Ginger Adams (1937)
- High-Yaller (1938)
- Old Sailors Never Lie and Other Tales of Land and Sea by One of Them (1938)
- Due East of Friday (1939)
- An American at Oxford (1941)
- Men and Mice, 1863–1942 (autobiografie) (1942)
- Oxford Goes to War: A Novel (1943)
- More Men and Mice (autobiografie) (1945)
- Harley Street: A Novel (1946)
- The Story of My Village (román) (1947)
- The Land of Little Horses. A Story (román) (1949)
- The Man in Armour (román) (1949)

## Filmová zpracování
- Garryowen (1920)
- The Man Who Lost Himself (1920)
- Beach of Dreams (1921)
- Modrá laguna (1923)
- The Starlit Garden (1923)
- Satan's Sister (1925)
- The Man Who Lost Himself (1941)
- Modrá laguna (1949)
- The Truth About Spring (1965)
- Modrá laguna (1980)
- Návrat do Modré laguny (1991)
- Modrá laguna: Procitnutí (2012)